# Grobschmied
Der Grobschmied ist die traditionell am weitesten verbreitete Spezialisierung des Berufes Schmied. Er stellt vielfältige Werkzeuge aus Metall her, die traditionell in der Landwirtschaft und in anderen Handwerken benötigt werden. Der Beruf des Grobschmieds ist einer der ältesten Berufe überhaupt.
Mittels seiner Werkzeuge Hammer, Amboss, Zange und einer Wärmequelle, meist Feuer, erfolgt eine plastische Metallbearbeitung. Durch die Erwärmung wandeln sich die Eisen-Kohlenstoffkristalle der Legierung von einem kubisch raumzentrierten (KRz) in ein kubisch flächenzentriertes (KFz) Gitter, sodass diese leichter plastisch formbar wird. Somit ist der Grobschmied für robuste Herstellungs- und Instandsetzungsarbeiten durch Umformen zuständig.
Beispiele für Schmiedeerzeugnisse:
- Feldbearbeitungsgeräte wie Hacken, Spaten, Pflüge, Pflugschare
- Meißel für Steinbrüche und Steinmetzarbeiten
- Türscharniere und Gliederketten
- Blankwaffen oder ihre Bestandteile wie Schwert, Säbel, Degen, Axtblatt
- Hufeisen

1989 wurde die Berufsbezeichnung Schmied durch die neue Bezeichnung Metallbauer – Fachrichtung Metallgestaltung (Hw) ersetzt.